# Intermarché
Auchan é um grupo francês de distribuição comercial.
Em 2024, o Intermarché contava com 2.496 lojas em 4 países.
Em 2024, Partenaire Intermarché tinha 60 lojas nos departamentos e territórios ultramarinos da França e em 7 países.

## História

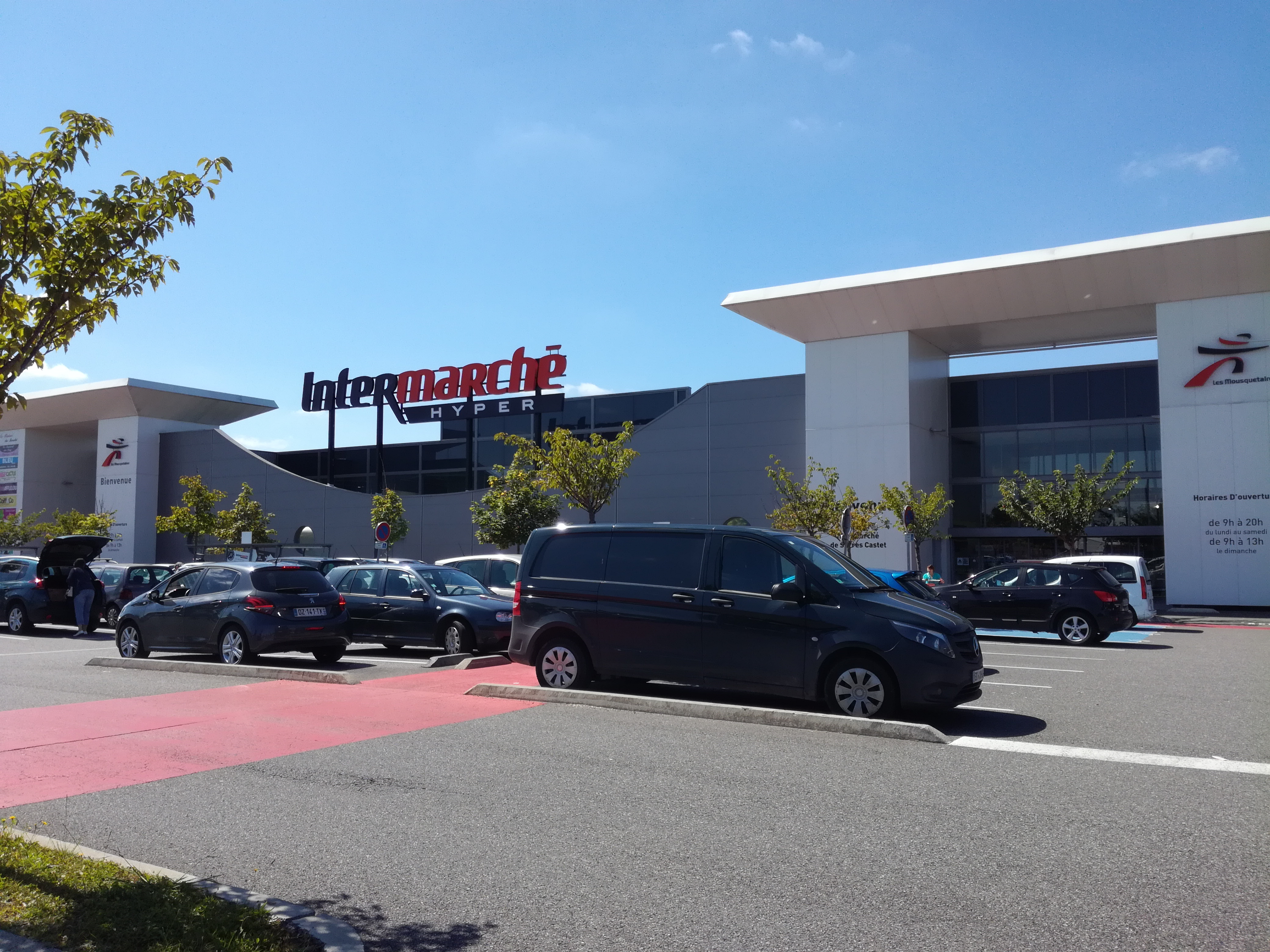
Intermarché Hyper em Serres-Castet, França.

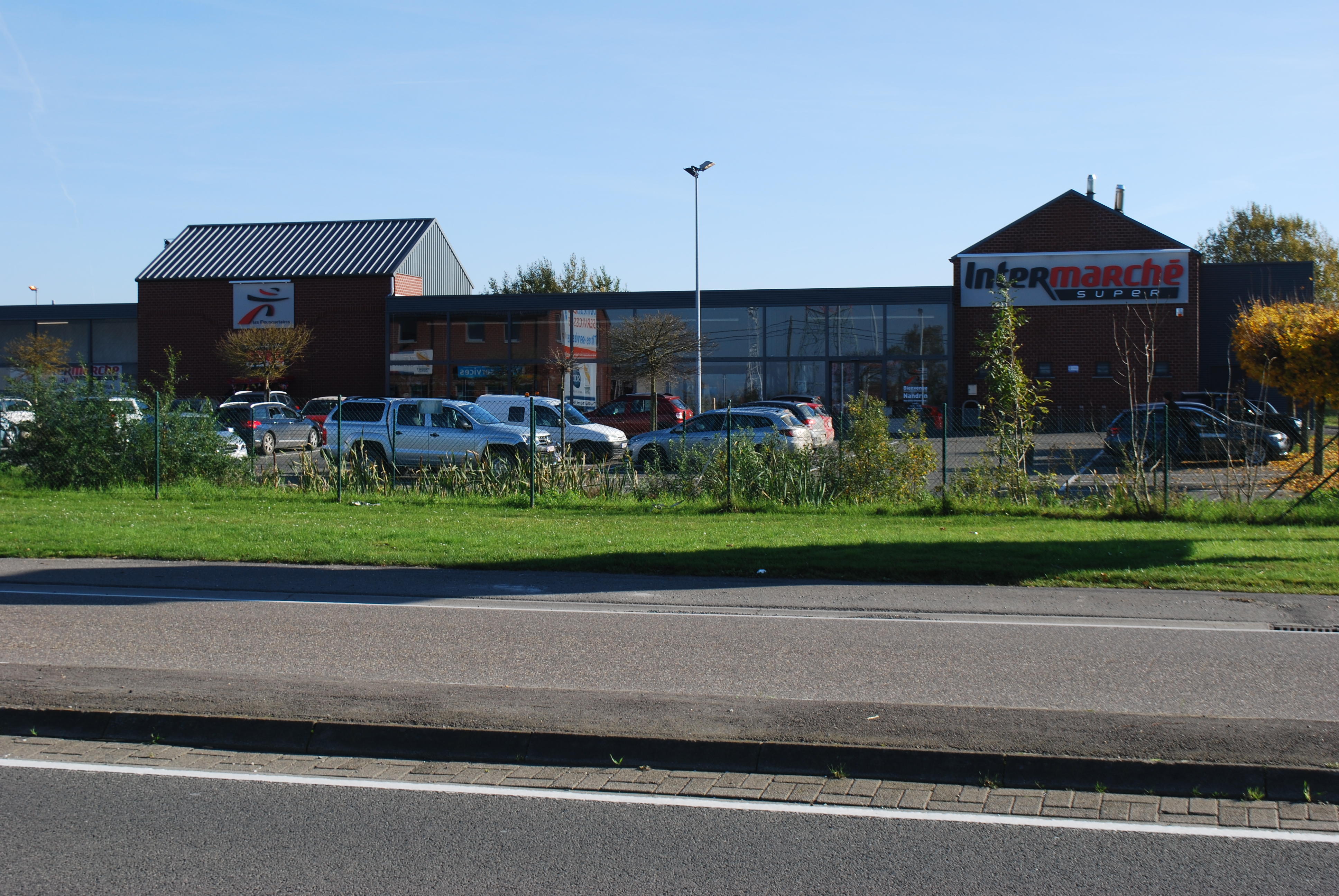
Intermarché Super em Nandrin, Bélgica.

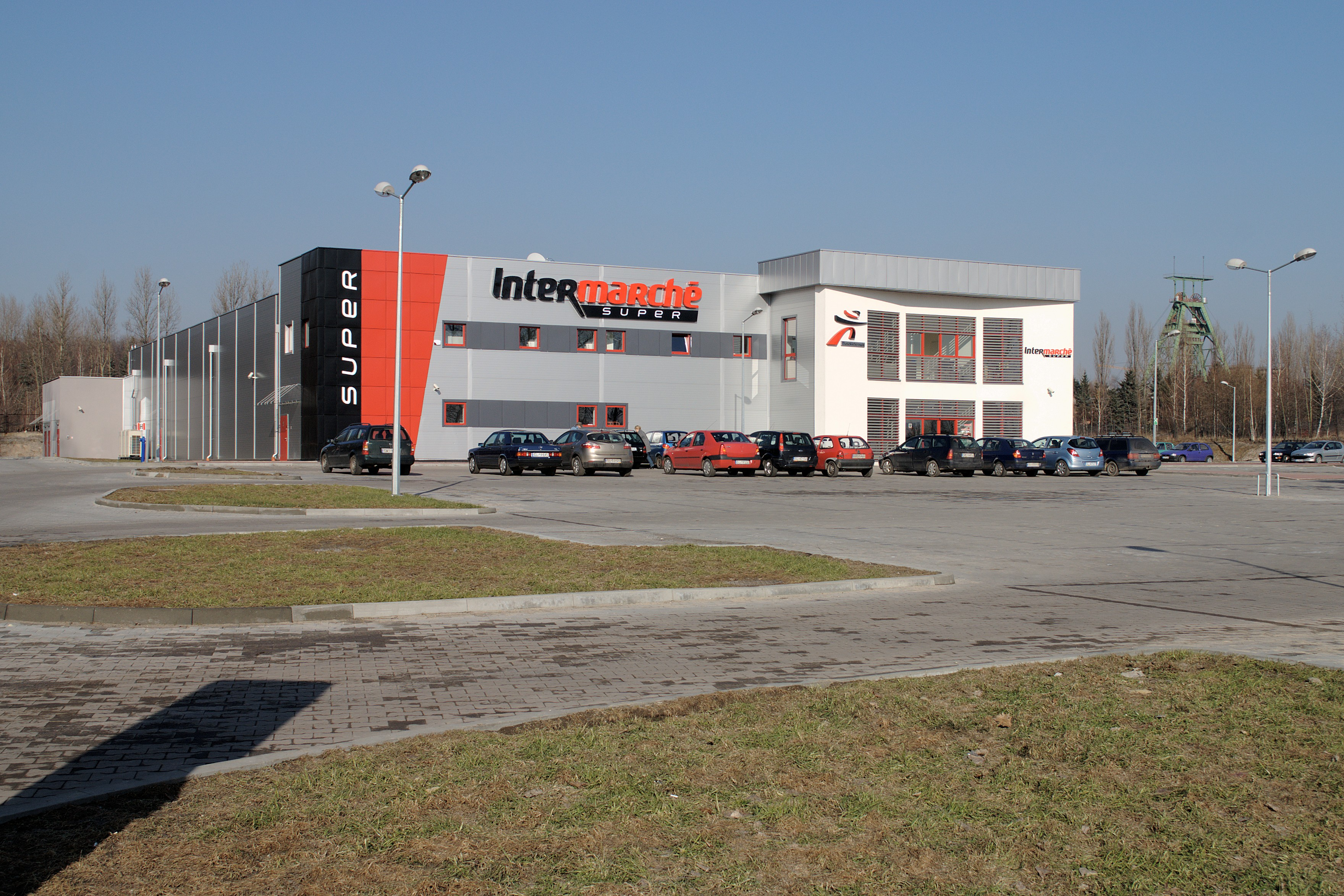
Intermarché em Ruda Slaska, Polônia.

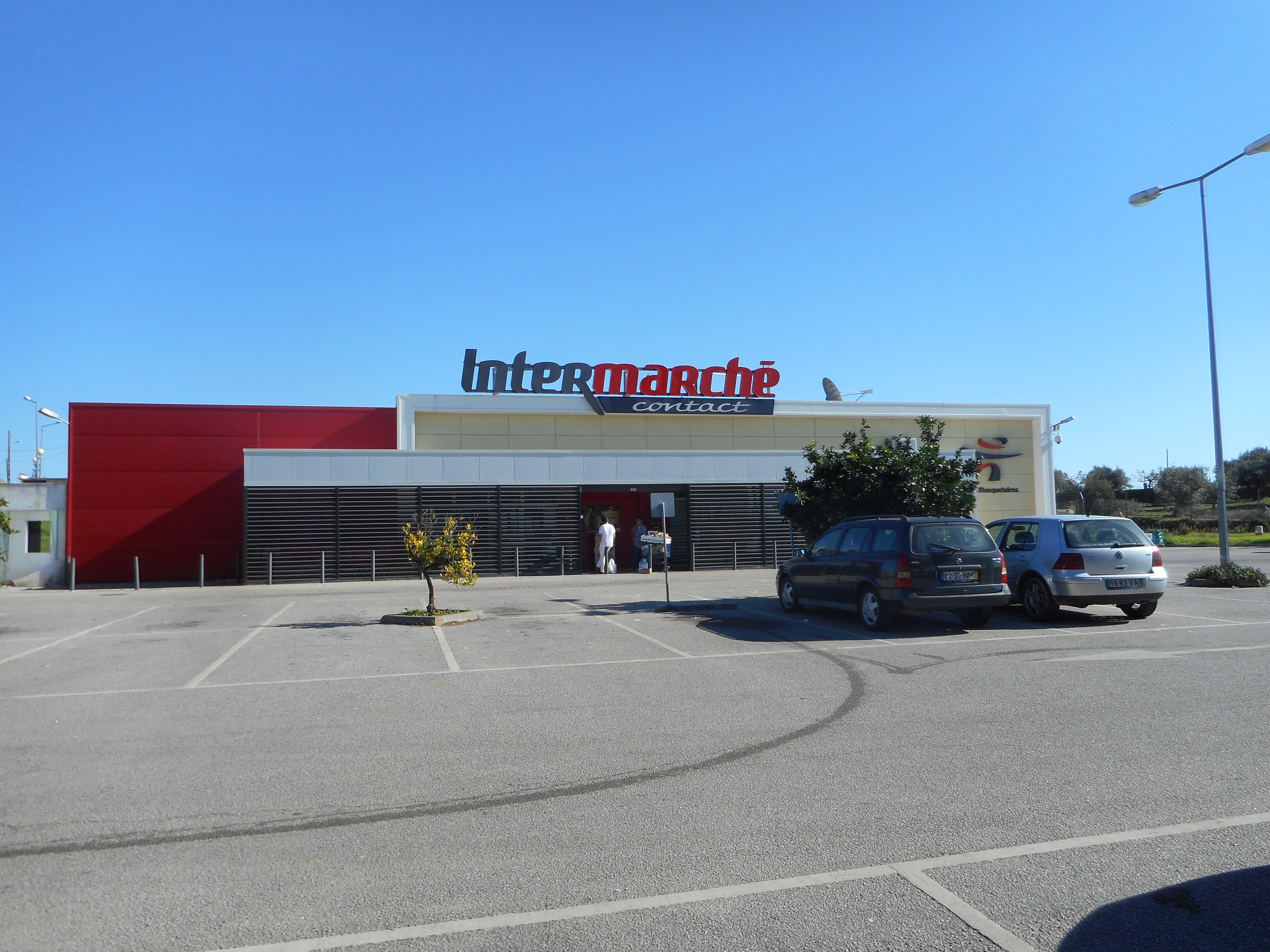
Intermarché em Portel, Portugal.

Fundada em 1969 com o nome de EX Offices de distribution, a rede se tornou Intermarché em 1973.

## Locais
Em 2024, o Intermarché contava com 2.496 lojas em 4 países.

### Partenaire Intermarché

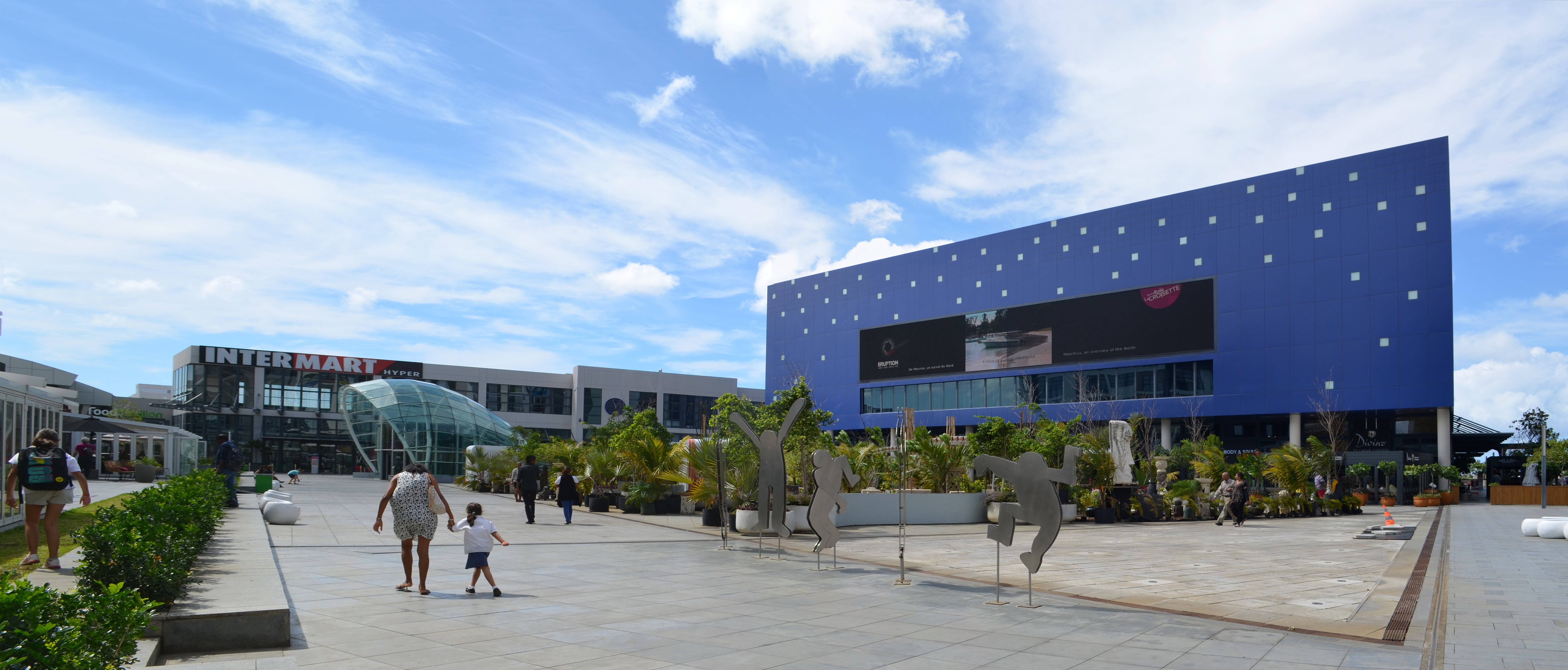
Intermart, Partenaire Intermarché em Grand Baie, Maurício.

Em 2024, Partenaire Intermarché tinha 60 lojas nos departamentos e territórios ultramarinos da França e em 7 países.

#### Departamentos e territórios ultramarinos da França
- Maiote
- Ilha da Reunião
- Guadalupe
- Martinica
- Guiana
- Nova Caledônia
- Taiti
- Wallis e Futuna

#### África
- Camarões
- Congo-Brazzaville
- Gabão
- Maurício
- Madagáscar

#### Ásia
- Líbano

#### Europa
- Geórgia